# Lars Bystøl
Lars Kristian Bystøl (* 4. Dezember 1978 in Voss) ist ein ehemaliger norwegischer Skispringer und Nordischer Kombinierer.

## Werdegang
Bystøl begann seine Wintersportkarriere als Nordischer Kombinierer auf nationaler Ebene sowie im B-Weltcup. Bei den Norwegischen Meisterschaften 1997 konnte er dabei den 9. Platz im Einzel belegen. Kurze Zeit später konzentrierte er sich auf das Skispringen und konnte ab 2001 national wie auch im Skisprung-Weltcup erste Erfolge erzielen. 2002 gewann er von der Normalschanze auch erstmals die Bronzemedaille bei der Norwegischen Meisterschaft.
Lars Bystøl gewann bei der WM 2003 im Val di Fiemme Bronze mit der Mannschaft und bei der WM 2005 in Oberstdorf Bronze mit der Mannschaft von der Großschanze.
In der Folge verschaffte er sich wegen seines exzessiven Alkoholgenusses einen zweifelhaften Ruf. Nachdem er im Sommer 2003 im Vollrausch in das Hafenbecken in Oslo/Aker Brygge gestürzt war, wurde er aus dem Weltcup-Team in das COC-Team zurückgestuft. Aufgrund von guten sportlichen Leistungen und einer Verbesserung seiner Lebensführung durfte er jedoch ein Jahr später in den Weltcup zurückkehren.
Am 4. Januar 2006 konnte er in Innsbruck zum ersten Mal ein Weltcup-Springen für sich entscheiden und erreichte somit seinen ersten Sieg bei einem Einzelspringen der Vierschanzentournee. Bei der Skiflug-WM 2006 in Tauplitz gewann er die Goldmedaille im Team-Skifliegen. Seinen größten Erfolg sicherte sich Lars Bystøl in Pragelato bei den Olympischen Winterspielen 2006. Dort wurde er Olympiasieger von der Normalschanze und auf der Großschanze holte er die Bronzemedaille. Überdies gewann er die Bronzemedaille mit der norwegischen Mannschaft. In der nacholympischen Saison war er völlig außer Form und erreichte als beste Resultate nur dreimal die Tagesplatzierung 28, was ihm lediglich Rang 76 im Gesamtweltcup einbrachte.
Im Frühjahr 2007 wurde Bystøl nach einer Schlägerei in alkoholisiertem Zustand in Hemsedal erneut festgenommen. Dies führte zu einem erneuten Ausschluss aus dem A-Kader. Bystøl wurde jedoch durch den Norwegischen Skiverband ausdrücklich die Möglichkeit eingeräumt durch sportlich überzeugende Leistungen in das Weltcup-Team zurückzukehren.
Aufgrund seiner guten Resultate im Continental Cup gelang es ihm im Februar 2008, vor dem Nordic Tournament, ins norwegische Nationalteam zurückzukehren. Beim zweiten Wettbewerb in Kuopio gab er mit dem 7. Rang ein glänzendes Comeback im Weltcup, nachdem er tags zuvor bereits 14. wurde.
Im Januar 2009 bestätigte er gegenüber der Zeitschrift Se og Hør, dass bei einem Doping-Test Ende November 2008 Spuren des verbotenen Stoffes THC in seinem Urin gefunden wurden und er damit des Cannabis-Konsums überführt wurde. Daraufhin wurde er für vier Monate gesperrt. Am 22. September 2009 gab Bystøl seinen offiziellen Rücktritt vom Leistungssport bekannt.

## Erfolge

### Weltcupsiege im Einzel
| Nr. | Datum          | Ort       | Typ         |
| --- | -------------- | --------- | ----------- |
| 1.  | 4. Januar 2006 | Innsbruck | Großschanze |

### Continental-Cup-Siege im Einzel
| Nr. | Datum             | Ort          | Typ           |
| --- | ----------------- | ------------ | ------------- |
| 1.  | 24. August 2003   | Trondheim    | Großschanze   |
| 2.  | 13. Dezember 2003 | Lillehammer  | Großschanze   |
| 3.  | 14. Dezember 2003 | Lillehammer  | Großschanze   |
| 4.  | 21. August 2005   | Lillehammer  | Normalschanze |
| 5.  | 2. Februar 2008   | Zakopane     | Großschanze   |
| 6.  | 3. Februar 2008   | Zakopane     | Großschanze   |
| 7.  | 10. Februar 2008  | Hinterzarten | Normalschanze |

## Statistik

### Weltcup-Platzierungen
| Saison  | Platz | Punkte |
| ------- | ----- | ------ |
| 2001/02 | 65.   | 012    |
| 2002/03 | 26.   | 226    |
| 2003/04 | 21.   | 263    |
| 2004/05 | 10.   | 613    |
| 2005/06 | 13.   | 495    |
| 2006/07 | 76.   | 009    |
| 2007/08 | 37.   | 099    |

### Grand-Prix-Platzierungen
| Saison | Platz | Punkte |
| ------ | ----- | ------ |
| 2003   | 20.   | 050    |
| 2005   | 38.   | 031    |
| 2006   | 27.   | 094    |